# Argentyńska lekcja
Argentyńska lekcja – polski film dokumentalny z 2010 roku w reżyserii Wojciecha Staronia, który odpowiadał również za scenariusz i montaż. Bohaterami Argentyńskiej lekcji są młoda nauczycielka (bohaterka poprzedniego filmu Staronia, Syberyjskiej lekcji) i jej dwoje dzieci, którzy przyjeżdżają do Argentyny, aby uczyć języka polskiego potomków polskich emigrantów. Film skupia się jednak na starszym synu kobiety, który uczy się wchodzenia w dorosłość w kraju o obcej mu kulturze.
Argentyńska lekcja, nakręcona dzięki wsparciu finansowemu Polskiego Instytutu Sztuki Filmowej, okazała się wielkim sukcesem artystycznym. Na Krakowskim Festiwalu Filmowym w konkursie polskim film zdobył Srebrnego Lajkonika, a Staroń za realizację filmu otrzymał między innymi Nagrodę im. Andrzeja Munka oraz Grand Prix Międzynarodowego Festiwalu Filmowego „Cinéma du réel”. Argentyńska lekcja była też w ścisłej czołówce dokumentów nominowanych do Spotlight Award dla filmów, które zasługują na zwrócenie uwagi krytyków i widzów.
Walorem filmu była metoda realizacyjna – zamiast telewizyjnej kamery wideo Staroń zastosował filmową taśmę światłoczułą, zbierając około 10 godzin materiału filmowego. Rezultatem prac montażowych, jak podkreślał krytyk Konrad J. Zarębski, był „obraz kompletny, zamknięty, ujmujący swą prostotą, a zarazem pięknem surowego krajobrazu i głębią ludzkich przeżyć”. Jadwiga Hučková, nazywając film Staronia dziełem wybitnym, twierdziła, że Argentyńska lekcja „inspiruje do refleksji nad edukacyjnym […] aspektem filmów i takim wymiarem dokumentów obu reżyserów, który odsyła do poszukiwania autentyczności”.